# 廉东振
廉东振（韓語：염동진，1909年2月14日—1950年6月25日）原名廉应泽（염응택），韓國独立運動家、政治家、反共主义人士。韩国光复后，为反共主义恐怖组织白衣社的团长。
廉东振出生在平安南道，幼年生活不详。1931年3月，22岁的廉东振自善隣商業學校毕业后逃往中国，1934年进入洛阳军官学校韩人班学习，翌年毕业，后加入朝鲜民族革命党，在南京活动。后来对民族革命党的派系斗争非常失望，离开南京去了满洲。
1936年，廉东振在山城镇被关东军逮捕拷问，期间失明。约1940年左右被关东军释放，回到平壤。1943年，在平壤秘密组建大同团，反抗日本统治。
朝鲜半岛光复后，苏联军队进入半岛北部。苏军劫掠妇女，无恶不作。廉东振因此对共产主义极为不满，逃亡到了南方，将大同团改名为白衣社。他们以汉城的孝子洞、宫井洞等地为据点，展开强烈的反共主义活动。白衣社后来同大韩民国临时政府的政治工作队合作，加入警察、国防警备队等政府组织，试图暗杀金日成等共产主义政要。1945年2月15日，在民主主义民族战线结成大会场上，白衣社与金斗汉合作，试图绑架朝鲜共产党领袖朴宪永，未遂。1947年，白衣社为暗杀吕运亨的人士提供了手枪。
1948年，大韩民国政府成立后，白衣社的势力急剧衰退。后来廉东振渐渐得了精神分裂症。1950年朝鲜战争爆发后，廉东振拒绝避难，留在了汉城。朝鲜人民军攻陷汉城后生死不明。